# Nghiệp sinh tử
Nghiệp sinh tử là loạt phim truyền hình dài tập được thực hiện bởi Đài Phát thanh - Truyền hình Vĩnh Long do Bùi Ngọc Nam Phương làm biên kịch, đạo diễn. Phần 1 của phim phát sóng từ 25 tháng 12 năm 2020 đến 6 tháng 2 năm 2021, phần 2 của phim phát sóng từ 8 tháng 4 năm 2021 đến 25 tháng 6 năm 2021, phần 3 của phim phát sóng  từ 23 tháng 10 năm 2021 đến 20 tháng 1 năm 2022, phần 4 của phim phát sóng từ 9 tháng 11 năm 2022 đến 14 tháng 1 năm 2023 lúc 20h00 từ thứ 2 đến thứ 7 hàng tuần trên kênh THVL1.
Suốt thời gian phát sóng, các phần của bộ phim đã liên tục sở hữu tỷ suất người xem cao, có thời điểm dẫn đầu bảng xếp hạng rating cả nước.

## Nội dung
Diêm Vương (Hùng Minh) được xây dựng là một vị quan chấp pháp nghiêm minh, xử án đúng người đúng tội và rất nhân từ đức độ. Bên cạnh đó, còn có một phò trợ đắc lực cho Diêm Vương là thầy Nhân (đạo diễn Công Hậu), một vị quan thanh liêm đã từ quan về ở ẩn với nghề gõ đầu trẻ. Thầy Nhân được Diêm vương phong làm Phán Quan và có thể đi lại giữa cõi âm và cõi dương, với vai trò là người kết nối giữa trần gian và âm phủ, để giúp Diêm Vương luận tội và xử án một cách nghiêm minh nhất.

## Diễn viên
- Công Hậu trong vai Thầy Nhân[12]/Phán Quan
- Hùng Minh trong vai Diêm Vương
- Mạc Can/Phi Bảo trong vai Thổ Địa[13]
- Phi Điểu trong vai Bà Nguyệt
- Hoàng Sáng trong vai Ông Tơ
- Ngô Tuấn trong vai Hắc Vô Thường
- Quang Trung trong vai Bạch Vô Thường

Cùng một số diễn viên khác....

## Ca khúc trong phim
- Đường về âm phủ

Sáng tác: Thái Khang
Thể hiện: VMO Band
- Tam cang ngũ thường

Sáng tác: Thái Khang
Thể hiện: Mai Kha